# Nellie Spencer
Nellie Spencer, née Silsby le 24 août 1869, décédée le 13 novembre 1982, est une supercentenaire américaine reconnue comme doyenne de l'humanité du 26 août 1981 jusqu'à sa mort. Elle était la dernière personne survivante connue au monde à être née dans les années 1860.

## Biographie
Nellie Spencer est née sous le nom de Nellie Mary Silsby à Troy, dans le New Hampshire, aux États-Unis, le 24 août 1869. Elle était la fille de William et Mary Silsby. Elle s'installa dans le Massachusetts peu avant 1899 et épousa Edward Spencer à Fitchburg le 12 décembre 1899. Le couple eut deux filles. La famille déménagea d'abord dans le Missouri, puis dans le New Jersey. Nellie Spencer décéda à Montclair, dans le New Jersey, le 13 novembre 1982, à l'âge de 113 ans et 81 jours.